# Рехман, Фазалур
Фазалур Рехман (англ. Fazalur Rehman; 15 марта 1941 — 9 марта 2023, Абботтабад, Хайбер-Пахтунхва) — пакистанский хоккеист (хоккей на траве), полузащитник. Олимпийский чемпион 1968 года, серебряный призёр летних Олимпийских игр 1972 года.

## Биография
Родился 15 марта 1941 года.
В 1968 году вошёл в состав сборной Пакистана по хоккею на траве на Олимпийских играх в Мехико и завоевал золотую медаль. В матчах не участвовал.
В 1971 году удостоен государственной награды Pride of Perfomance.
В 1972 году вошёл в состав сборной Пакистана по хоккею на траве на Олимпийских играх в Мюнхене и завоевал серебряную медаль. Играл на позиции полузащитника, провёл 7 матчей, забил 1 мяч в ворота сборной Индии.
В 1965—1972 годах провёл за сборную Пакистана 62 матчей, забил 2 мяча.
Скончался 9 марта 2023 года.

## Семья
Племянник Фазалура Рехмана Наим Ахтар (род. 1961) также выступал за сборную Пакистана по хоккею на траве, стал чемпионом летних Олимпийских игр 1984 года в Лос-Анджелесе, участвовал в летних Олимпийских играх 1988 года в Сеуле.